# قرار مجلس الأمن التابع للأمم المتحدة رقم 389
قرار مجلس الأمن التابع للأمم المتحدة رقم 389 المعتمد في 22 أبريل 1976م، أعاد التأكيد على حق شعب تيمور الشرقية في تقرير المصير. ودعا المجلس جميع الدول إلى احترام السلامة الإقليمية لتيمور الشرقية، ودعا حكومة إندونيسيا إلى سحب جميع قواتها من الإقليم. ويطلب القرار بعد ذلك من الأمين العام أن يقوم ممثله الخاص بمواصلة المشاورات مع الأطراف المعنية وأن يتابع الأمين العام تنفيذ القرار وتقديم تقرير إلى المجلس في أقرب وقت ممكن. ويواصل المجلس دعوة جميع الدول والأطراف إلى التعاون الكامل مع الأمم المتحدة للتوصل إلى حل سلمي وتسهيل إنهاء الاستعمار في الإقليم.
تم تبني القرار بأغلبية 12 صوتًا مقابل لا دولة معارضة، مع امتناع اليابان والولايات المتحدة عن التصويت. لم تشارك بنين في التصويت.